# 인터시티익스프레스
인터시티익스프레스(InterCityExpress), 약칭 이체에(독일어: ICE [iːtseːˈʔeː][*])는 독일 철도에서 운영하는 고속철도이다.

## 일반 현황
독일의 주요 도시들을 연결하며, 유럽 주요 도시를 운행하는 유로시티도 있다. 전용열차는 독일의 지멘스 AG와 캐나다의 봄바디어(회사)가 제작하고 있다. 최고시속 300km(최신형 'ICE 3'기준)까지 낼 수 있다. 1998년 에세데역 전후 구간에서 발생한 결합형 철제윤축 파손으로 인한 대형사고에도 불구하고, 세계에서 가장 안전한 고속철도라는 평가를 받고 있다

## 일체형 철제윤축으로의 전환
ICE 운행 초기에는 철제윤축을 하나짜리로 찍어낸 일체형 철제윤축을 사용했으나 열차 설계의 오류로 진동과 소음이 엄청났다. 이를 수정하고 열차를 다시 제작하기에는 돈과 시간이 엄청나게 들기 때문에 열차의 윤축을 하나짜리 철제윤축을 반토막내거나 또는 완전히 서로다른 반쪽짜리 철제윤축을 하나로 결합하고 테이핑하듯 고정한 결합형 철제윤축으로 바꾸어 ICE 열차들의 고질적인 문제인 진동과 소음을 어느정도 감소시켰다. 결합형 철제윤축은 언제 어디서 어떤식으로 이 테이핑하듯 한 결합이 떨어져나갈지 모르기 때문에 관리가 조금만 부실해도 대형사고가 발생하는데, 1998년 6월 3일 독일 에세데 역(驛) 전후 구간에서 테이핑한 결합이 풀려버리면서 열차가 탈선, 101명이 사망하는 사고가 발생하였다. 이 사고 이후 열차들의 윤축을 다시 과거와 같은 일체형 철제윤축으로 모두 교체되었다.

## 운행

### 독일 종단 노선
2007년 현재 북부와 남부지역을 연결하는 핵심노선은 6개가 있으며, 그 주요 기착도시는 다음과 같다.
- 함부르크 – 하노버 – 카셀 – 프랑크푸르트 – 만하임 또는 칼스루에 – 프라이부르크 - 스위스 바젤(ICE 20호선) 또는 슈투트가르트 (ICE 22호선)
- 함부르크(또는 브레멘) – 하노버 – 카셀 – 뷔르츠부르크(또는 뉘른베르크) – 잉골슈타트 – 아우크스부르크 - 뮌헨 (ICE 25호선)
- 함부르크 – 베를린 – 라이프치히 – 뉘른베르크 - 아우크스부르크(또는 잉골슈타트) - 뮌헨 (ICE 28호선)
- 베를린 – 브라운슈바이크 – 카셀 – 프랑크푸르트 – 만하임(또는 칼스루에) - 프라이부르크(또는 슈투트가르트 - 울름 - 아우크스부르크 - 뮌헨까지의 ICE 11호선) - 스위스 바젤(ICE 12호선)
- 네덜란드 암스테르담 또는 도르트문트 - 뒤스부르크 – 뒤셀도르프 – 쾰른 – 프랑크푸르트 국제공항 – 만하임(또는 칼스루에) - 프라이부르크(또는 슈투트가르트 - 울름 - 아우크스부르크 - 뮌헨까지의 ICE 42호선) - 스위스 바젤(ICE 43호선)
- 네덜란드 암스테르담 – 뒤스부르크 – 뒤셀도르프(ICE 78호선, 또는 벨기에 브뤼셀 - 아헨 - 쾰른을 연결하는 ICE 79호선) - 쾰른 – 프랑크푸르트 – 뷔르츠부르크 – 뉘른베르크 - 뮌헨(ICE 41호선)

### 독일 횡단 노선
동부와 서부지역을 연결하는 핵심노선은 3개가 있으며, 그 주요 기착도시는 다음과 같다.
- 베를린 - 하노버 - 빌레펠트 - 도르트문트 - 에센 - 뒤스부르크 - 뒤셀도르프 - 쾰른 - 본(ICE 10호선)
- 드레스덴 - 라이프치히 - 에르푸르트 - 프랑크푸르트 - 마인츠 - 비스바덴(또는 다름슈타트 - 만하임 - 카이저스라우테른 - 자르브뤼켄)(ICE 50호선)
- 드레스덴 - 라이프치히 - 에르푸르트 - 카셀 - 도르트문트 - 에센 - 뒤스부르크 - 뒤셀도르프 - 쾰른(ICE 51호선)

### 독일 기타 노선
9개의 핵심노선 외에, 독일 주요 도시들을 연결하는 중거리 노선들은 다음과 같다(2007년 6월 10일 기준).
- 베를린 - 로슈톡 (신설)
- 함부르크 - 킬
- 브레멘 - 올덴부르크
- 쾰른 - 아헨(에서 벨기에 브뤼셀까지 연결됨.)
- 코블렌츠 - 트리어
- 만하임 - 카이저스라우테른 - 자르브뤼켄(에서 프랑스 파리(동역)까지 연결노선 신설.)
- 슈투트가르트 - 징겐(에서 스위스 취리히까지 연결됨.)
- 뮌헨 - 가르미쉬-파르텐키르헨(오스트리아와의 국경도시, 이탈리아로의 관문)
- 뉘른베르크 – 파사우(에서 오스트리아 빈까지 연결)

### 독일 단거리 노선
위 5개 노선들은 짧은 거리에 위치한 중심도시들을 연결하며, 이용빈도가 매우 높다.
- 아우크스부르크 - 뮌헨 (바이에른 초고빈도노선)
- 도르트문트 - 에센 - 뒤스부르크 - 뒤셀도르프 - 쾰른(라인지역 초고빈도노선)
- 함 - 부퍼탈 – 쾰른
- 프랑크푸르트 - 만하임(독일전국에서 이용빈도가 가장 높은 노선)
- 칼스루에 - 프라이부르크 - 스위스 바젤

### 이체에 스프린터
'이체에 스프린터'(ICE-Sprinter)는 아침과 저녁의 출퇴근 시간대에 독일의 대도시만을(중소도시는 무정차)연결하는 초고속 급행열차이다.
- 베를린 - 프랑크푸르트(무정차, 3시간 46분에 주파. 아침노선: ICE 1091, 오후노선: ICE 1093.)
- 프랑크푸르트 - 베를린(상동. 아침노선: ICE 1092, 오후노선: ICE 1090.)
- 함부르크 - 하노버 - 프랑크푸르트(ICE 1071, 아침노선, 3시간 37분에 주파)
- 함부르크 - 에센 - 뒤스부르크 - 뒤셀도르프 - 쾰른(아침노선, ICE 1034-역순노선은 1035. 3시간 44분에 주파)
- 쾰른 - 프랑크푸르트 - 뉘른베르크 - 뮌헨(ICE 1021, 아침노선, 3시간 56분에 주파)

### 국제 노선
몇몇 노선은 주요 노선과 갈라져 인접한 국가로 연결된다.
- 뒤스부르크 중앙역에서 네덜란드 암스테르담 중앙역까지
- 쾰른 중앙역에서 아헨과 벨기에 리에주를 거쳐 브뤼셀 미디역/남역까지
- 자르브뤼켄 중앙역에서 프랑스 보르쿠르를 거쳐 파리 동역까지
- 스위스 바젤 SBB 역에서 인터라켄 동역까지
- 스위스 바젤 SBB 역에서 취리히 중앙역까지
- 슈투트가르트 중앙역에서 스위스 샤프하우젠을 거쳐 취리히 중앙역까지
- 슈투트가르트 중앙역에서 프랑스 스트라스부르를 거쳐 파리 동역까지
- 뮌헨 중앙역에서 오스트리아 쿠프슈타인을 거쳐 인스브루크 중앙역까지
- 뮌헨 중앙역에서 오스트리아 잘츠부르크 중앙역 또는 린츠 중앙역을 거쳐 비엔나 서역까지
- 파사우 중앙역에서 오스트리아 린츠 중앙역에서 비엔나 서역까지

## 차량
| 차량                            | 차량                                             | 생산시기          | 대수                | vmax [km/h] | 운행                        | 상태                  |
| ------------------------------- | ------------------------------------------------ | ----------------- | ------------------- | ----------- | --------------------------- | --------------------- |
|                                 | InterCityExperimental (also ICE/V)               | 1983~1985년       | 1                   | 350         | 1985~2000년 (시운전)        | 퇴역역                |
|                                 | ICE 1                                            | 1989~1993년       | 60                  | 280         | 1990년~                     | 58대 운행 중          |
|                                 | ICE 2                                            | 1995~1997년       | 46                  | 280         | 1996년~                     | 43대 운행 중          |
|                                 | ICE S (also ICE R)                               | 1996년            | 1                   | 280 / 330   | 1997년~                     | 시운전 전용용         |
|                                 | ICE T                                            | 1996~2005년       | 71                  | 230         | DB: 199년~ ÖBB: 2006~2020년 | 70대 운행 중          |
|                                 | DB Class 403 (ICE 3)                             | 1997~2006년       | 50                  | 330         | 2000년~                     | 49대 운행 중          |
| DB Class 406 (ICE 3M / ICE 3MF) | 17                                               | 1997~2006년       | 330                 | -           | 2000년~                     |                       |
|                                 | Metropolitan                                     | 1998~1999년       | 2                   | 220         | -                           | 퇴역                  |
|                                 | ICE TD                                           | 1998~2000년       | 20                  | 200         | 2001~2003년, 2006~2017년    | 퇴역 (일부 시운전 중) |
|                                 | Velaro D (DB Class 407, also called ICE 3 by DB) | 2009~2012년       | 17                  | 320         | 2013년~                     | 17대 운행 중          |
|                                 | ICE 4                                            | 2014~2024년       | 137                 | 250 / 265   | 2017년~                     | 137대 운행 중         |
|                                 | Velaro MS (DB Class 408 / ICE 3neo)              | 2020~2026년(예정) | 22 (of 90 ordered)  | 320         | 2022년~                     | 20대 운행 중          |
|                                 | ICE L                                            | 2019년~           | 1+ (of 79 on order) | 230         | 2025년 중순~ (예정)         | 시운전 중             |

## 같이 보기
- ICE 3
- 지멘스 벨라로
- TGV
- 에세데 대참사